# Aeroportul Uşak
Aeroportul Uşak (IATA: USQ, ICAO: LTBO) este un aeroport din Turcia ce deservește zona Uşak. Aeroportul a fost tranzitat în 2021 de 52 de pasageri. A fost deschis în 1988.
Aeroportul dispune de o singură pistă. Este operat de General Directorate of State Airports (Turkey)⁠(d).